# Rzozów
Rzozów (dawniej Zorzów) – wieś w Polsce położona w województwie małopolskim, w powiecie krakowskim, w gminie Skawina.
W roku 2021 we wsi mieszkało 1707 mieszkańców, z czego 52,5% stanowiły kobiety, a 47,5% mężczyźni.

## Części wsi
| SIMC    | Nazwa        | Rodzaj    |
| ------- | ------------ | --------- |
| 0335479 | Górki        | część wsi |
| 0335485 | Koło Dzwonka | część wsi |
| 0335491 | Kotacz       | część wsi |
| 0335500 | Nowa Wieś    | część wsi |
| 0335516 | Pasternik    | część wsi |
| 0335522 | Skotnica     | część wsi |
| 0335539 | Ulice        | część wsi |

## Historia
Historyczne nazwy: Zorza, Rzossow, Rzoyow, Zorzow. Dobra księcia krakowskiego Bolesława Wstydliwego, który przekazał je księciu opolskiemu Władysławowi I. Tenże w 1250 r. nadał Rzozów benedyktynom w Tyńcu, którzy w 1335 roku dokonali lokacji wsi. Pierwszym historycznym źródłem informacyjnym o Rzozowie jest Księga uposażeń diecezji krakowskiej Jana Długosza, z XV wieku. Autor stwierdza, że „wieś Zorzo jest własnością klasztoru w Tyńcu”. W Kodeksie Tynieckim z 1456 r. król Kazimierz IV Jagiellończyk potwierdził przynależność Rzozowa do benedyktynów tynieckich. Po kasacji opactwa (za sprzyjanie wojskom Księstwa Warszawskiego i Napoleonowi I) Rzozów przeszedł w 1817 r. na własność skarbu państwa austriackiego, a następnie rządowego funduszu religijnego. W 1902 r. rząd austriacki podarował dobra rzozowskie Kurii Arcybiskupstwa Krakowskiego. W 1930 r. Kuria przeprowadziła parcelację i sprzedaż gruntów chłopom rzozowskim.
W latach 1975–1998 miejscowość administracyjnie należała do województwa krakowskiego.

## Kościół
W centrum miejscowości znajduje się kościół pw. NMP Królowej Polski, wybudowany w 1986, poświęcony w 1990 roku.

## Inne organizacje w Rzozowie
- klub piłkarski Rzozovia seniorzy, klasa B, grupa III
- Ochotnicza straż pożarna w Rzozowie
- Szkoła Podstawowa im. św. Jadwigi Królowej.
- Koło Gospodyń Wiejskich Wrzozowianki

## Komunikacja i transport
- Droga wojewódzka nr 953,
- Droga powiatowa nr 1939K,
- Stacja kolejowa Rzozów oraz Rzozów Centrum
- Prywatni przewoźnicy oraz linie aglomeracyjne MPK nr 213 i 263 (kursują z pętli Czerwone Maki) oraz 273 (kursuje z pętli Skawina PKP).